# Rio Marrecas (Iguaçu)
Der Rio Marrecas ist ein etwa 60 km langer linker Nebenfluss des Rio Iguaçu im Süden des brasilianischen Bundesstaats Paraná.

## Etymologie
Marreco oder in der weiblichen Form Marreca ist die in Brasilien übliche Bezeichnung für Enten.

## Geografie

### Lage
Das Einzugsgebiet des Rio Marrecas befindet sich auf dem Terceiro Planalto Paranaense (Dritte oder Guarapuava-Hochebene von Paraná).

### Verlauf
Sein Quellgebiet liegt im Süden des Munizips Mangueirinha in der Nähe der Wasserscheide zwischen Rio Iguaçu und Rio Chopim auf 953 m Meereshöhe. Es liegt etwa 40 km südlich des Hauptorts in der Nähe der PR-449 nach Palmas.
Der Fluss verläuft in nördlicher Richtung. Etwa 5 km nordwestlich seines Ursprungs erreicht er die Grenze zum Munizip Honório Serpa und bildet diese für etwa 15 km. Anschließend wird er wieder beidseits vom Munizip Mangueirinha umschlossen.
Etwa in der Mitte seines Laufs bildet er auf Höhe der Ortschaft Santo Antônio da Cachoeira den Wasserfall Cachoeira do Santo Antônio. Einen zweiten Wasserfall, die Cachoeira Rio Marrecas, hat er etwa 15 km vor seiner Mündung kurz vor der Einmündung des Rio Covó.
Er mündet auf 607 m Höhe von links in den Rio Iguaçu, der hier zum Segredo-Stausee aufgestaut ist. Er ist etwa 60 km lang.

### Munizipien im Einzugsgebiet
Am Rio Marrecas liegen die zwei Munizipien Mangueirinha und Honório Serpa.

### Nebenflüsse
In seinem Oberlauf fließt ihm von rechts der Rio Taboão zu. Etwa 15 km vor seiner Mündung nimmt er von rechts den Rio Covó auf.